# 劉源 (成化甲午舉人)
劉源（15世紀—15世紀），字濬之，南直隸徽州府歙縣人，明朝政治人物。

## 生平
劉源是成化十年（1474年）甲午科應天鄉試第四十一名舉人，授趙州知州，趙州政務繁雜，他首先查探民間疾苦急先惠政，旱災時祈禱下雨很快見效，入覲期間在京師去世，靈柩途經趙州時人民輓奠如喪父母一樣。

## 引用
1. 1 2  民國《歙縣志·卷六·人物志》：劉源，字濬之，中鄉舉，授趙州守，趙屬事繁，源首詢民瘼，急先惠政，值歲旱蝗，源禱雨輒應，入覲卒於京，柩歸過趙，民輓奠如喪父母。
2. ↑  民國《歙縣志·卷四·選舉志》：科目……明……（成化）十年甲午鄉試……劉源 見宦蹟